# Різдвяна пісня (фільм, 1910)
«Різдвяна пісня» (англ. A Christmas Carol) — одна з перших екранізацій однойменної повісті Чарлза Діккенса.

## Сюжет
За день до Різдва, Ебенезер Скрудж, скупий скнара, відмовляється внести свій внесок в благодійність комітету з надання допомоги, а потім грубо відкидає свого племінника Фреда, який приходить в його офіс. Коли Скрудж повертається додому, він бачить привид свого колишнього бізнес-партнера Якова Марлі, який попереджає його про покарання: він буде страждати в наступному житті, якщо він не змінить свої погляди. У ту ж ніч Скруджа відвідують три духи, які показують йому його минуле, сьогодення та майбутнє, яке чекає його.

## У ролях
- Марк МакДермотт — Ебенезер Скрудж
- Чарлз Стентон Огл
- Вільям Бехтел — (немає в титрах)
- Віола Дена — (немає в титрах)
- Кері Лі — (в титрах)
- Ширлі Мейсон — (немає в титрах)

## Цікаві факти
- Прем'єра фільму — 23 грудня 1910 року.